# ヴィダ 故郷の母が遺したもの
『ヴィダ 故郷の母が遺したもの』（ヴィダ ふるさとのははがのこしたもの、原題：Vida）は、2018年5月6日から2020年5月31日までSTARZで放送されたアメリカ合衆国のテレビドラマ。全22話（全3シーズン）。母の死をきっかけに同居することになったメキシコ系アメリカ人の姉妹を描くコメディ。監督・脚本はターニャ・サラチョ。出演はメリッサ・バレラ、ミシェル・プラダほか。第30回GLAADメディア賞最優秀コメディシリーズ賞受賞作。
日本では、2020年4月から動画配信サービスのApple TVチャンネルのSTARZPLAYで配信開始。

## ストーリー
母の死をきっかけに昔住んでいたロサンゼルスのイーストサイドに戻ってきたメキシコ系アメリカ人の姉妹、エマとリン。住んでいた場所も性格も違う2人は距離を置くこともできない状況に陥り、過去と母親の正体について衝撃的な真実に直面することになる。

## 登場人物

### メインキャラクター
リン・ヘルナンデス
演 - メリッサ・バレラ、吹替 - 白石涼子
エマの姉。ヴィーガン。
エマ・ヘルナンデス
演 - ミシェル・プラダ、吹替 - きそひろこ
リンの妹。
エディ
演 - セル・アンソアテギ
リンとエマの母ヴィダの夫。
マリ
演 - チェルシー・レンドン、吹替 - 三日尻望
活動家。ジョニーの妹。
ジョニー
演 - カルロス・ミランダ
リンの元カレ。
クルス
演 - マリア・エレナ・ラース
エマの友人。
ニコ
演 - ロバータ・コリンドレス
シーズン2
エマの従業員。

### サブキャラクター
ドニャ・ルーペ
演 - エレナ・キャンベル＝マルティネス
トラロク
演 - ラムセス・ヒメネス
ネルソン
演 - ルイス・ボルドナダ
バーを買いたい男。
ヨリ
演 - エリザベス・デ・ラッゾ
ドニャ・チタ
演 - レニー・ヴィクター
ロッキー
演 - アデリーナ・アンソニー
エディーの友人。
カーラ
演 - エリカ・ソト
ラッキー aka "ファム"
演 - ヴァネッサ・ジゼル
バコ
演 -  ラウル・カスティーヨ 
シーズン2
便利屋。
ルディ
演 - エイドリアン・ゴンザレス
シーズン2
市議会議員。

## エピソード
| シーズン | シーズン | 話数 | 話数 | 放送期間      | 放送期間      |
| シーズン | シーズン | 話数 | 話数 | 初回放送      | 最終回放送    |
| -------- | -------- | ---- | ---- | ------------- | ------------- |
|          | 1        | 6    | 6    | 2018年5月6日  | 2018年6月10日 |
|          | 2        | 10   | 10   | 2019年5月26日 | 2019年6月23日 |
|          | 3        | 6    | 6    | 2020年4月26日 | 2020年5月31日 |

### シーズン1 (2018)
| 通算 話数 | シーズン 話数 | タイトル               | 監督                       | 脚本                       | 放送日        | U.S.視聴者数 (百万人) |
| --------- | ------------- | ---------------------- | -------------------------- | -------------------------- | ------------- | --------------------- |
| 1         | 1             | "帰郷" "Episode 1"     | アロンソ・ルイスパラシオス | Tanya Saracho              | 2018年5月6日  | 0.020                 |
| 2         | 2             | "頭痛の種" "Episode 2" | So Yong Kim                | Tanya Saracho Santa Sierra | 2018年5月13日 | 0.181                 |
| 3         | 3             | "葛藤" "Episode 3"     | Rashaad Ernesto Green      | Evangeline Ordaz           | 2018年5月20日 | 0.133                 |
| 4         | 4             | "偽善者" "Episode 4"   | ローズ・トローシュ         | Chelsey Lora               | 2018年5月27日 | 0.148                 |
| 5         | 5             | "愛は愛" "Episode 5"   | Catalina Aguilar Mastretta | Mando Alvarado             | 2018年6月3日  | 0.136                 |
| 6         | 6             | "再出発" "Episode 6"   | ローズ・トローシュ         | Tanya Saracho              | 2018年6月10日 | 0.163                 |

### シーズン2 (2019)
| 通算 話数 | シーズン 話数 | タイトル                   | 監督                       | 脚本                           | 放送日        | U.S.視聴者数 (百万人) |
| --------- | ------------- | -------------------------- | -------------------------- | ------------------------------ | ------------- | --------------------- |
| 7         | 1             | "心機一転" "Episode 7"     | Catalina Aguilar Mastretta | Tanya Saracho                  | 2019年5月26日 | 0.135                 |
| 8         | 2             | "再起に向けて" "Episode 8" | Catalina Aguilar Mastretta | Evangeline Ordaz               | 2019年5月26日 | 0.107                 |
| 9         | 3             | "新たな出会い" "Episode 9" | Jenée LaMarque             | Nancy C. Mejia Jenniffer Gomez | 2019年6月2日  | 0.140                 |
| 10        | 4             | "転機" "Episode 10"        | Jenée LaMarque             | Chelsey Lora                   | 2019年6月2日  | 0.128                 |
| 11        | 5             | "Episode 11"               | Gandja Monteiro            | Nancy C. Mejia Elena Crevello  | 2019年6月9日  | 0.112                 |
| 12        | 6             | "波紋" "Episode 12"        | Gandja Monteiro            | Mando Alvarado                 | 2019年6月9日  | 0.108                 |
| 13        | 7             | "深まる溝" "Episode 13"    | Jenée LaMarque             | Gladys Rodriguez               | 2019年6月16日 | 0.103                 |
| 14        | 8             | "絆" "Episode 14"          | Jenée LaMarque             | Esti Giordani                  | 2019年6月16日 | 0.132                 |
| 15        | 9             | "不信" "Episode 15"        | Nancy C. Mejia             | Tanya Saracho Mando Alvarado   | 2019年6月23日 | 0.112                 |
| 16        | 10            | "和解" "Episode 16"        | Tanya Saracho              | Tanya Saracho                  | 2019年6月23日 | 0.121                 |

### シーズン3 (2020)
| 通算 話数 | シーズン 話数 | タイトル                      | 監督           | 脚本                                                  | 放送日        | U.S.視聴者数 (百万人) |
| --------- | ------------- | ----------------------------- | -------------- | ----------------------------------------------------- | ------------- | --------------------- |
| 17        | 1             | "プロローグ" "Episode 17"     | Jenée LaMarque | 原案: Tanya Saracho 脚本: Tanya Saracho & Taylor Orci | 2020年4月26日 | 0.099                 |
| 18        | 2             | "知られざる過去" "Episode 18" | Jenée LaMarque | Gladys Rodriguez                                      | 2020年5月3日  | 0.110                 |
| 19        | 3             | "真相" "Episode 19"           | Jenée LaMarque | Lindsey Villarreal                                    | 2020年5月10日 | 0.082                 |
| 20        | 4             | "自分の道" "Episode 20"       | Tanya Saracho  | Esti Giordani                                         | 2020年5月17日 | 0.086                 |
| 21        | 5             | "神の計画" "Episode 21"       | Tanya Saracho  | Jenniffer Gómez                                       | 2020年5月24日 | 0.070                 |
| 22        | 6             | "ヴィダと共に" "Episode 22"   | Tanya Saracho  | Tanya Saracho                                         | 2020年5月31日 | 0.115                 |

## 製作
2016年1月8日、カリフォルニア州パサデナで開催されたテレビ批評家協会のプレスツアーで、同シリーズが開発中であることが発表された。当時のタイトルは「Pour Vida」で、リチャード・ビレガス・ジュニアの同名の短編小説にインスパイアされている。
2017年9月13日、Starzが「Vida」を正式に発注したことを発表。ターニャ・サラチョがシリーズのショーランナーを務め、ラテン系の脚本家を集めた。同様に、キャスティング・ディレクター、作曲家、編集者もすべて女性とラテン系であり、サラチョはさらにLGBTQの表現をシリーズに吹き込んだ。
2018年1月12日、毎年恒例のテレビ批評家協会冬のプレスツアーで、2018年5月6日に放送が始まることが発表された。 2018年6月12日、Starzが同シリーズを第2シーズンに向けてリニューアルしたことが報じられた。
2019年5月31日、第3シーズンに向けてリニューアルしたことが報じられた。2020年3月18日、第3シーズンがシリーズの最終シーズンとなることが報じられた。

## 評価

### 批評
本作は批評家から高い評価を受けている。第1シーズンは、批評集積サイトのRotten Tomatoesに39件のレビューがあり、批評家支持率は100%、平均点は10点満点で8.06点となっている。また、Metacriticには22件のレビューがあり、加重平均値は78/100となっている。
第2シーズンは、Rotten Tomatoesに14件のレビューがあり、批評家支持率は100%、平均点は10点満点で8.5点となっている。また、Metacriticには5件のレビューがあり、加重平均値は82/100となっている。
第3シーズンは、Rotten Tomatoesに10件のレビューがあり、批評家支持率は100%、平均点は10点満点で8.76点となっている。また、Metacriticには5件のレビューがあり、加重平均値は83/100となっている。